# Lex Trebonia (448 a.C.)
La Lex Trebonia era una legge romana del 448 a.C. che vietava ai tribuni della plebe di cooptare colleghi nei posti vacanti creatisi nel consiglio. Il suo scopo era impedire ai  patrizi di esercitare pressioni sui tribuni affinché nominassero colleghi simpatizzanti o scelti dall'aristocrazia.

## Storia
Nel 451 a.C. il tradizionale governo  consolare di Roma fu sostituito da un comitato di dieci statisti di alto livello, noti come decemviri, incaricato di redigere l'intero corpus della legge romana, sulla base di legge e tradizione, nonché di modelli greci riportati a Roma da un gruppo inviato a studiare la legge greca. I loro sforzi portarono alla promulgazione delle prime  dieci tavole (delle docici previste) di diritto romano, ma il lavoro rimase incompleto e si rese necessario nominare un secondo collegio di decemviri, per l'anno successivo, allo scopo di concludere il lavoro. Appio Claudio Crasso, che era stato console eletto prima del decemvirato, fu l'unico membro del primo collegio a partecipare anche al secondo, e si assicurò che i suoi colleghi, per il secondo amdato, fossero affini e facilmente dominabili da lui stesso. Le ultime due tavole di diritto romano, che elaborarono, imponevano dure restrizioni ai plebei e proibivano il matrimonio misto tra  patrizi e plebei.
I decemviri proseguirono nel loro mandato, l'anno successivo, senza convocare nuove elezioni. Il risentimento pubblico nei confronti dei decemviri e di molte delle leggi che avevano promulgato, combinato con le notizie sulla loro corruzione e, in alcuni casi, la tolleranza agli atti criminali commessi dai loro alleati, portò al rovesciamento del decemvirato. I tribuni delle plebe approvarono leggi che ripristinavano il governo consolare e rendevano permanenti sia il diritto di appello che la continuazione del proprio collegio. I nuovi consoli ottennero quindi ciò che i decemviri non erano riusciti a ottenere, conseguendo vittorie militari su Sabini e Equi, ma il Senato romano rifiutò loro il trionfo. I tribuni delle plebe sottoposero la questione a un voto popolare e ottennero il trionfo per i consoli.
Forti dei loro successi contro l'aristocrazia, i tribuni riproposero la rielezione l'anno successivo. Temendo che i suoi colleghi stessero ripetendo gli errori dei decemviri, il tribuno Marco Duilio, che aveva presieduto le elezioni, rifiutò di ripresentarsi e, di conseguenza, solo cinque candidati ricevettero i voti sufficienti all'elezione. Duilio quindi ordinò loro di cooptare cinque colleghi, frustrando così l'ambizione degli altri tribuni del 449 a.C.. Secondo Tito Livio, i cinque eletti si lasciarono guidare dai patrizi, nella misura in cui scelsero due patrizi come tribuni delle plebe: Aulo Aternio Varo Fontinale e Spurio Tarpeio Montano Capitolino, che erano già stati consoli nel 454 a.C.
Uno dei membri plebei del collegio, Lucio Trebonio Aspro, propose quindi una legge che proibiva la cooptazione dei tribuni, ma chiedeva che la loro elezione continuasse fino a quando non fosse stato eletto il numero completo. La legge fu approvata, e Trebonio fu così efficace nel frustrare i disegni dei patrizi durante il suo anno di mandato che si guadagnò il soprannome di Asper ("aspro").
La legge treboniana non venne sempre rigorosamente applicata. Quando nel 401 a.C. non furono eletti abbastanza tribuni, i patrizi tentarono di farne cooptare altri. Fallirono nell'intento, ma due plebei furono ancora scelti come tribuni per cooptazione, con grande fastidio del loro collega, Gneo Trebonio, il cui nome era legato alla legge contestata.